# Исакуена (окръг, Мисисипи)
Окръг Исакуена (на английски: Issaquena County) е окръг в щата Мисисипи, Съединени американски щати. Площта му е 1142 km², а населението - 1338 души (1 април 2020). Административен център е град Мейърсвил.